# Battle Fantasia
Battle Fantasia (バトルファンタジア) és un arcade de lluita per a dos jugadors lliurat el 26 d'abril del 2007 al Japó i desenvolupat per Arc System Works, coneguts per Guilty Gear, i dissenyat per l'artista Emiko Iwasaki. Les versions per a PlayStation 3 i Xbox 360 foren llançades el 29 de maig del 2008 al Japó.